# Pascendi Dominici gregis
Pour les articles homonymes, voir Dominici.

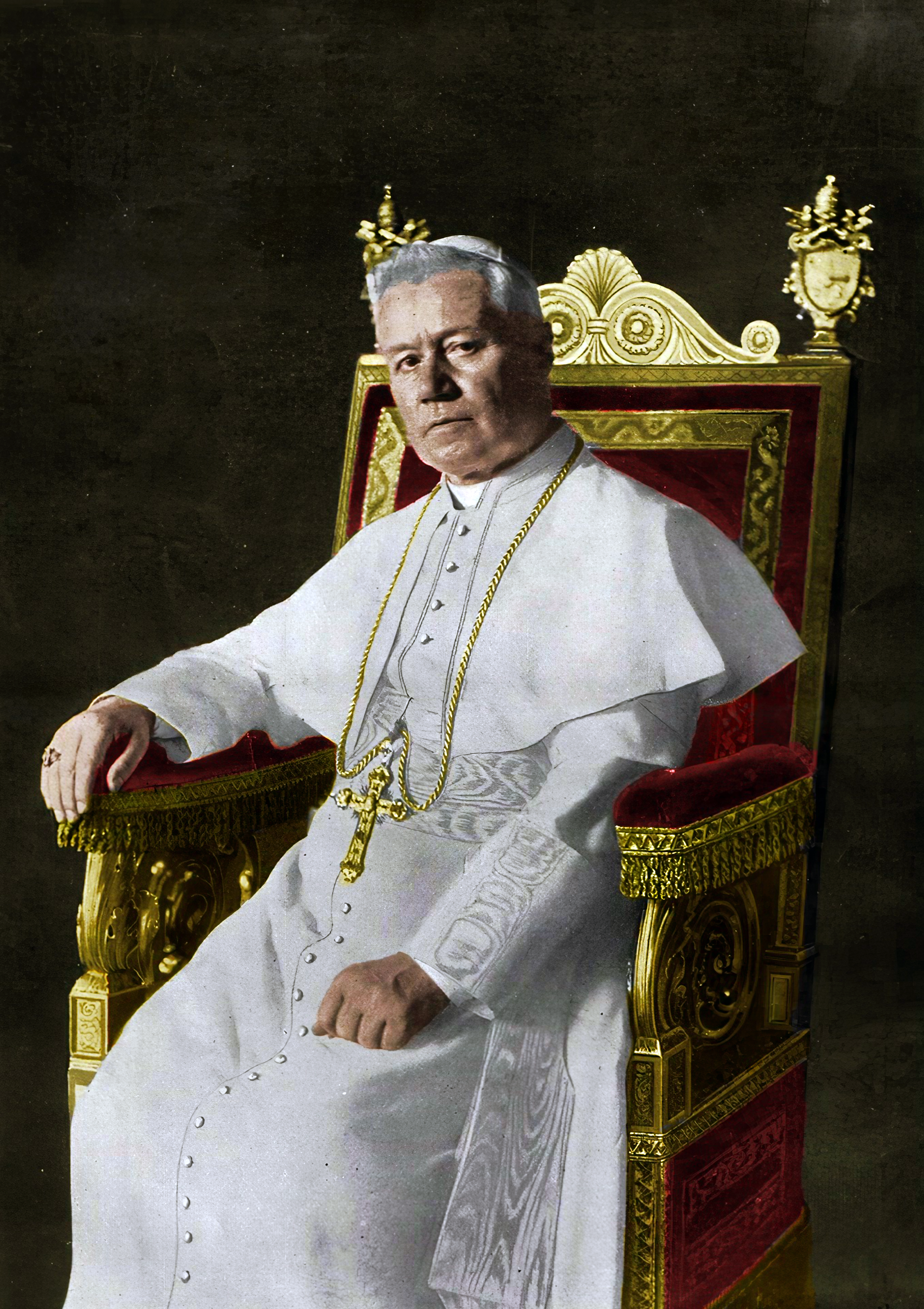
Pie X

Pascendi Dominici gregis (Paître le troupeau du Seigneur) est une encyclique du pape Pie X, parue le 8 septembre 1907 et qui constitue une réaction disciplinaire et doctrinale des autorités vaticanes à l'encontre du modernisme dans l'Église catholique, considéré comme « la synthèse de toutes les hérésies ».
Sous-titrée Lettre encyclique du pape Pie X sur les erreurs du modernisme, elle adopte donc dès le début le terme « modernisme », porté par des « modernistes [qui] assemblent et mélangent pour ainsi dire en eux plusieurs personnages […] le philosophe, le croyant, le théologien, l'historien, le critique, l'apologiste [et] le réformateur ».

## Contexte
Dès le début de l'encyclique, le pape affirme qu'il doit parler sans délai :
« Ce qui exige surtout que Nous parlions sans délai, c'est que les artisans d'erreurs, il n'y a pas à les chercher aujourd'hui parmi les ennemis déclarés. Ils se cachent et c'est un sujet d'appréhension et d'angoisse très vives, dans le sein même et au cœur de l'Église, ennemis d'autant plus redoutables qu'ils le sont moins ouvertement. Nous parlons, Vénérables Frères, d'un grand nombre de catholiques laïques, et, ce qui est encore plus à déplorer, de prêtres, qui, sous couleur d'amour de l'Église, absolument courts de philosophie et de théologie sérieuses, imprégnés au contraire jusqu'aux moëlles d'un venin d'erreur puisé chez les adversaires de la foi catholique, se posent, au mépris de toute modestie, comme rénovateurs de l'Église ; qui, en phalanges serrées, donnent audacieusement l'assaut à tout ce qu'il y a de plus sacré dans l'œuvre de Jésus-Christ, sans respecter sa propre personne, qu'ils abaissent, par une témérité sacrilège, jusqu'à la simple et pure humanité. »
L'encyclique s'inscrit donc dans le contexte de ce que l'on a appelé couramment la crise moderniste : depuis la fin du XIXe siècle un courant informel d'intellectuels catholiques — souvent des prêtres — s'est engagé dans des travaux qui ont en commun de rechercher la mise à niveau de l'intelligence catholique dans une époque où les progrès scientifiques se sont accélérés. Ils occupent des sujets d'étude aussi variés que l'histoire ecclésiastique, l'histoire des dogmes ou la philosophie, qui amènent certains à envisager la nécessité de réformes intellectuelles et ecclésiales, voire les poussent à un engagement sociopolitique, principalement en Italie. Ceci venant en opposition avec la doctrine fondamentale de l'Eglise catholique, à savoir que Dieu et son enseignement est immuable et par conséquent que le dogme recueilli et proclamé par les apôtres peut être éclairci au fil du temps par des connaissances nouvelles, voire des révélations privées, mais qu'en aucun ce dogme ne peut être modifié; le dépôt de la foi s'achevant à la mort du dernier apôtre.

## Réaction

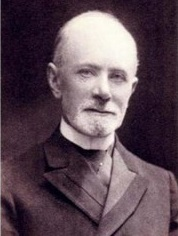
Alfred Loisy

Parallèlement, les autorités romaines et diocésaines exercent un contrôle dogmatique et disciplinaire de plus en plus pressant à partir des dernières années du XIXe siècle et l'affaire Alfred Loisy — condamné par l'évêque de Paris en 1903 pour la défense de son ouvrage L'Évangile et l'Église — déclenche une vague de débat dans la presse, les universités et les séminaires catholiques. Une Commission biblique encadre strictement les travaux exégétiques des universités catholiques et pas moins de vingt-quatre mises à l’Index sont prononcées jusqu'à 1907.
Après la parution du décret apostolique Lamentabili Sane Exitu en 1907, principalement dirigé contre Alfred Loisy, Édouard Le Roy et George Tyrrell en condamnant les « 65 erreurs » du modernisme, Pascendi s'attache à synthétiser l'approche du Magistère : le modernisme est porté par des philosophes, des croyants, des théologiens, des historiens, des critiques, des apologistes et des réformateurs marqués par l'agnosticisme, l'immanentisme et l'évolutionnisme.

## Effets
Les décisions consécutives à Pascendi sont multiples et concourent à une vigoureuse reprise en main qui entend extirper le mal à la racine, dans une réaction qui s'apparente parfois, selon Maurilio Guasco, « à une véritable persécution » : la philosophie scolastique thomiste doit servir de base à l'édifice théologique ; les professeurs ou recteurs suspectés de modernisme sont écartés des séminaires et universités catholiques ; les évêques — aidés par des censeurs — doivent empêcher la publication des livres soupçonnés de modernisme même s'ils ont reçu précédemment l’Imprimatur peut-être trop bienveillante ; un conseil de vigilance est mis en place dans chaque diocèse pour veiller au respect des normes édictées par Rome. Les évêques doivent faire rapport à Rome sur l'application de ce qui a été ordonné un an après la parution de l'encyclique, puis tous les trois ans.
En outre, en septembre 1910, un « serment antimoderniste », qui rappelle les principaux dogmes catholiques, surtout ceux mis en doute par les modernistes, est institué. Il doit être juré et signé, en théorie, chaque année par les enseignants, les supérieurs religieux, les prêtres chargés de la pastorale et les clercs accédant aux ordres majeurs ; en pratique, il est signé par tout le clergé, et ce jusqu'en 1967. Enfin, en 1909, sous la houlette de Umberto Benigni, un réseau de renseignement surnommé La Sapinière est mis en place, qui sert à alimenter les polémiques antimodernistes.
Concernant les personnalités, Tyrrell est privé de sacrements en 1907, Loisy est excommunié en 1908, Romolo Murri en 1909, tandis que l'on dénombre dans ces années soixante-cinq mises à l’Index, dont l’Histoire ancienne de l'Église de Louis Duchesne. Si Benoît XV appelle à l’apaisement et que la révélation de l'existence de La Sapinière discrédite quelque peu le courant antimoderniste, celui-ci reste l'inspirateur de la régulation doctrinale pendant plusieurs décennies et dès sa première encyclique — Ubi arcano Dei consilio —, Pie XI dénonce en 1926 le « modernisme moral, juridique et social » tandis qu'Ernesto Buonaiuti est excommunié la même année. Les travaux de chercheurs et théologiens seront encore condamnés, censurés ou contraints aux publications clandestines jusque dans les années 1960, à l'instar de ceux de Pierre Teilhard de Chardin, Marie-Dominique Chenu, Yves Congar, Henri de Lubac ou Jean Daniélou. Le concile Vatican II et l’aggiornamento dont il est porteur abandonnent l'antimodernisme, qui est repris depuis par la contestation traditionaliste et intégriste aux marges ou à l'extérieur de l'Église romaine.